# Army of Georgia
Die Army of Georgia (Georgia-Armee) war ein Großverband der United States Army im Sezessionskrieg.
Sie entstand zu Beginn des Marsches zum Meer und bildete den linken Flügel der Armeegruppe Shermans. Sie bestand aus dem XIV. und XX. Korps, die davor der Cumberland-Armee unterstellt waren. Die Georgia-Armee wurde erstmalig am 10. November 1864 in Stärkemeldungen erwähnt. Aufgestellt wurde sie mit der General Order No. 51 des Kriegsministeriums am 28. März 1865.

## Geschichte
Nach dem Fall von Atlanta sandte Sherman die Ohio-Armee und ein Korps der Cumberland-Armee nach Norden, um die Bedrohung durch die konföderierte Tennessee-Armee unter General Hood auszuschalten. Um Atlanta hielt er die Tennessee-Armee und die beiden restlichen Korps der Cumberland-Armee zur Verfügung.
Für die Durchführung des Marsches zum Meer teilte er diese Armeegruppe in zwei Flügel – den rechten Flügel bildete die Tennessee-Armee, den linken die beiden Korps der Cumberland-Armee, die Sheridan unter einheitlicher Führung Georgia-Armee benannte.
Am 24. Mai 1865 nahm die Armee an der Großen Siegesparade (Grand Review) in Washington, D.C. teil und wurde am 17. Juni 1865 aufgelöst. Ihre noch bestehenden Truppenteile wurden der Tennessee-Armee unterstellt.

## Oberbefehlshaber
- Generalmajor Henry Warner Slocum (7. November 1864 bis 17. Juni 1865)[4]

## Truppeneinteilung
- XIV. Korps
- XX. Korps

## Feldzüge und Schlachten
- Shermans Marsch zum Meer
- Carolina-Feldzug
  - Schlacht bei Averasborough
  - Schlacht bei Bentonville